# سیارک ۶۲۷۸
سیارک ۶۲۷۸ (به انگلیسی: 6278 Ametkhan، نامگذاری:1971TF) شش هزار و دویست و هفتاد و هشتمین سیارک کشف شده‌است که در ۱۰ اکتبر ۱۹۷۱ کشف شد.